# Veronica consolatae
Veronica consolatae är en grobladsväxtart som beskrevs av Emilio Chiovenda. Veronica consolatae ingår i släktet veronikor, och familjen grobladsväxter. Inga underarter finns listade i Catalogue of Life.